# Marmara fasciella
Marmara fasciella är en fjärilsart som först beskrevs av Victor Toucey Chambers 1875.  Marmara fasciella ingår i släktet Marmara och familjen styltmalar. Inga underarter finns listade i Catalogue of Life.

## Bildgalleri

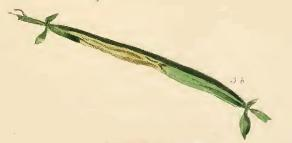
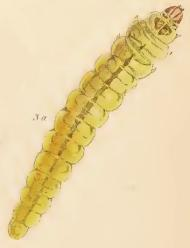